# Harro Hess
Harro Hess (* 1935; † 26. Juli 2011 in Buckow) war ein deutscher Geologe, Autor und Wissenschaftsjournalist.

## Leben
Harro Hess, Jahrgang 1935, studierte Geologie und wurde 1970 promoviert. Er arbeitete am Forschungszentrum für Bodenfruchtbarkeit Müncheberg auf dem Gebiet der Entsteinung.
Als Wissenschaftsjournalist arbeitete Hess bei Radio DDR und war erster Moderator der Umweltsendung „OZON“ des Fernsehens der DDR. Nach der politischen Wende in der DDR wurde er Studioleiter des ORB in Frankfurt (Oder).
Unmittelbar nach der Wende 1989 wurde Harro Hess Mitglied in der Internationalen Assoziation deutscher Medien (IADM), später deren Generalsekretär. Die IADM betreute in der ganzen Welt deutschsprachige Medien (staatliche und nichtstaatliche) Zeitungen, Rundfunkstationen, TV-Sender und versorgte sie mit neuesten Nachrichten aus Deutschland, später aus Gesamtdeutschland. Harro Hess war seit 1995 Koordinator der Beiträge aus Deutschland für den staatlichen australischen Rundfunk in Melbourne (SBS-Radio – Special Broadcasting Service) der mehrere fremdsprachige Programme im ganzen Land ausstrahlt, u. a. das german program.
Harro Hess forschte auf dem Gebiet der Vulkanologie und war u. a. maßgeblich an der Erstellung eines Eiszeitweges beteiligt. Er lebte in Buckow in Brandenburg.

## Werke (Auswahl)
- Die Geschichte der Gesellschaft Urania zu Berlin und die Widerspiegelung der wissenschaftlich-technischen Entwicklung. Diss. Greifswald 1970
- Titanic. Zwei Gesichter einer Katastrophe. Berlin 1989. ISBN 3-344-00396-8
- Erde, Vulkane und Erdbeben. Gotha 1991. ISBN 3-7301-0162-5
- Haack Taschenatlas Vulkane und Erdbeben. Gotha 2003. ISBN 3-623-00020-5